# Wim Sprenger

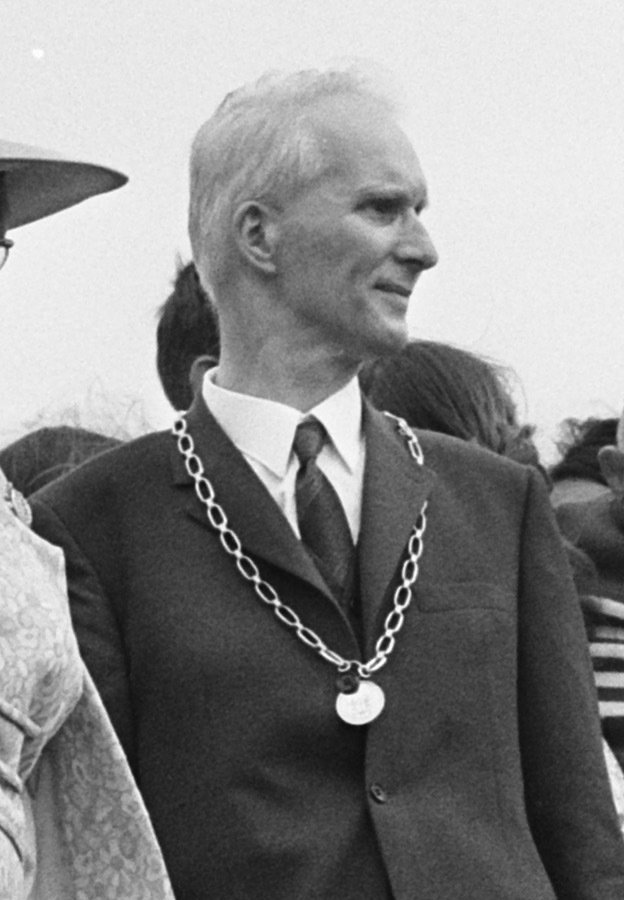
Burgemeester W.H. Sprenger (1969)

Willem Herman Sprenger (Amsterdam, 18 maart 1913 – Gorssel, 25 februari 1988) was een Nederlands politicus van de PvdA.
Zijn grootvader Willem Johan Sprenger (1846-1930) was heer van Buttinge en Zandvoort. W.H. Sprenger groeide op in Breda waar hij ook naar de hbs ging. Nadat hij aan de Rijksuniversiteit Leiden was afgestudeerd in de rechten ging hij in 1937 als volontair aan de slag bij de gemeente Moordrecht. Rond 1941 werd hij daar chef van de gemeentesecretarie en in 1944 dook hij met zijn gezin onder. Na de Tweede Wereldoorlog was hij als advocaat-fiscaal betrokken bij de bijzondere rechtspleging maar na een conflict stapte hij daar op. In februari 1947 werd Sprenger  burgemeester van de gemeenten Geervliet en Heenvliet waar hij te maken kreeg met de Watersnoodramp van 1953. In 1954 volgde zijn benoeming tot burgemeester van Oostvoorne en in april 1968 werd Sprenger de burgemeester van Texel. Tien jaar later ging hij daar met pensioen en begin 1988 overleed hij op 74-jarige leeftijd.